# 2024年シックス・ネイションズ・チャンピオンシップ
2024年シックス・ネーションズ・チャンピオンシップ（2024 Six Nations Championship）は、 2024年2月2日から3月16日まで開催のラグビーユニオンの大会である。主催はシックス・ネーションズ・ラグビー。スポンサー名「ギネス」を冠してギネス男子シックスネーションズ（Guinness Men's Six Nations）ともいう。イングランド、フランス、アイルランド、イタリア、スコットランド、ウェールズの男子代表チームが参加する。

## 概要
1882年から83年にかけて行われたホームネーションズチャンピオンシップを第1回とし、ファイブネーションズチャンピオンシップ時代も含めて、この大会は130回目となる。2000年にシックス・ネイションズ・チャンピオンシップとなってからは25回目。
例年フランスのホームスタジアムだったサン＝ドニのスタッド・ド・フランスは、2024年パリオリンピックでの使用に向けて準備中のため使用されない。
アイルランドは2023年にグランドスラムを制覇し、ディフェンディングチャンピオンとして出場し、この大会で連覇した。

## 参加チーム
| 国             | スタジアム                           | スタジアム | スタジアム                              | ヘッドコーチ               | キャプテン                        |
| 国             | ホーム                               | 収容人数   | 場所                                    | ヘッドコーチ               | キャプテン                        |
| -------------- | ------------------------------------ | ---------- | --------------------------------------- | -------------------------- | --------------------------------- |
| イングランド   | トゥイッケナム・スタジアム           | 82,000     | ロンドン                                | スティーブ・ボーズウィック | ジェイミー・ジョージ              |
| フランス       | スタッド・ヴェロドローム             | 67,394     | マルセイユ (アイルランド戦)             | ファビアン・ガルティエ     | グレゴリー・アルドリット          |
| フランス       | パルク・オリンピック・リヨン         | 59,186     | デシーヌ＝シャルピュー (イングランド戦) | ファビアン・ガルティエ     | グレゴリー・アルドリット          |
| フランス       | スタッド・ピエール＝モーロワ         | 50,186     | ヴィルヌーヴ＝ダスク (イタリア戦)       | ファビアン・ガルティエ     | グレゴリー・アルドリット          |
| アイルランド   | アビバ・スタジアム                   | 51,700     | ダブリン                                | アンディ・ファレル         | ピーター・オマホニー              |
| イタリア       | スタディオ・オリンピコ・ディ・ローマ | 73,261     | ローマ                                  | ゴンサロ・ケサダ           | ミケーレ・ラマロ                  |
| スコットランド | マレーフィールド・スタジアム         | 67,144     | エディンバラ                            | グレガー・タウンゼンド     | ローリー・ダルゲ フィン・ラッセル |
| ウェールズ     | ミレニアム・スタジアム               | 73,931     | カーディフ                              | ウォーレン・ガットランド   | ダビッド・ジェンキンス            |

## スコッド
出場選手リストの詳細は「2024 Six Nations Championship squads」を参照。

## 順位表
| 順位 | チーム         | 試合 | 試合 | 試合 | 試合 | 得点 | 得点 | 得点   | トライ | トライ   | ボーナスポイント | ボーナスポイント | ボーナスポイント | 勝ち点 |
| 順位 | チーム         | 試合 | 勝   | 分   | 負   | 得点 | 失点 | 得失点 | トライ | 被トライ | グランドスラム   | 4トライ以上      | 7点差以内の負け  | 勝ち点 |
| ---- | -------------- | ---- | ---- | ---- | ---- | ---- | ---- | ------ | ------ | -------- | ---------------- | ---------------- | ---------------- | ------ |
| 1    | アイルランド   | 5    | 4    | 0    | 1    | 144  | 60   | +84    | 19     | 7        | 0                | 3                | 1                | 20     |
| 2    | フランス       | 5    | 3    | 1    | 1    | 128  | 122  | +6     | 13     | 14       | 0                | 1                | 0                | 15     |
| 3    | イングランド   | 5    | 3    | 0    | 2    | 118  | 123  | -5     | 13     | 13       | 0                | 1                | 1                | 14     |
| 4    | スコットランド | 5    | 2    | 0    | 3    | 115  | 115  | 0      | 12     | 13       | 0                | 1                | 3                | 12     |
| 5    | イタリア       | 5    | 2    | 1    | 2    | 92   | 126  | -34    | 9      | 16       | 0                | 0                | 1                | 11     |
| 6    | ウェールズ     | 5    | 0    | 0    | 5    | 92   | 143  | -51    | 13     | 16       | 0                | 1                | 3                | 4      |

### 勝ち点の配分
- 勝利で4点。
- 引き分けで2点。
- 「4トライ以上」もしくは「7点差以内での負け」でボーナスポイント(BP)1点付与（両方に該当する場合2点付与）。
- 全勝したチーム（グランドスラム）にボーナスポイント3点付与。これは、全勝しなくても首位になる逆転現象を防ぐ目的。
- 勝ち点が同点の場合の取り扱い
  - 勝ち点が同点の場合は、得失点差が少ないほうが上位。
  - 得失点差も同じ場合は、トライ数の多いほうが上位。
  - トライ数も同数の場合は同順位。1位が複数の場合の場合は同時優勝。

## 試合結果

### Round 1
| 2024年2月2日 21:00 CET (UTC+1) | フランス                                                                           | 17-38    | アイルランド(1BP) | スタッド・ヴェロドローム, マルセイユ 観客数: 65,000人 レフリー: カール・ディクソン (イングランド) |
| 2024年2月2日 21:00 CET (UTC+1) | T: プノー 39' c ガブリヤーガ 52' c G: ラモス (2/2) 40+1', 52' PG: ラモス (1/2) 26' | レポート | T: ギブソン＝パーク 15' c バーン 29' c Nash 45' c シーハン 61' c ケラハー 77' c G: クロウリー (5/5) 17', 30', 46', 62', 78' PG: クロウリー (1/2) 6' | スタッド・ヴェロドローム, マルセイユ 観客数: 65,000人 レフリー: カール・ディクソン (イングランド) |

- アイルランドは、アウェーでのフランス勝利において、得点、得点差において過去最多記録となった[4]。
- フランスは。ホームで最多失点での敗北となった。

| 2024年2月3日 15:15 CET (UTC+1) | (1BP)イタリア | 24-27    | イングランド                                                                                        | スタディオ・オリンピコ, ローマ 観客数: 57,000人 レフリー: ポール・ウィリアムズ (ニュージーランド) |
| 2024年2月3日 15:15 CET (UTC+1) | T: Aガルビシ 10' c アラン 25' c イオアネ 80+4' c G: アラン (2/2) 12', 26' Pガルビシ (1/1) 80+5' PG: アラン (1/2) 4' | レポート | T: デイリー 19' m ミッチェル 44' c G: フォード (1/2) 45' PG: フォード (5/5) 15', 32', 37', 53', 66' | スタディオ・オリンピコ, ローマ 観客数: 57,000人 レフリー: ポール・ウィリアムズ (ニュージーランド) |

- イタリアのフェデリコ・ルッツァーは、テストマッチ50キャップを達成した[5]。
- イタリアは、イングランドに対して過去最多得点を獲得し、両者の得点差は過去最少となった[6]。

| 2024年2月3日 16:45 GMT (UTC) | (2BP)ウェールズ                                                                                | 26-27    | スコットランド | ミレニアム・スタジアム, カーディフ 観客数: 74,500人 レフリー: ベン・オキーフ (ニュージーランド) |
| 2024年2月3日 16:45 GMT (UTC) | T: Botham 47' m ダイアー 52' c ウェインライト 60' c Mann 68' c G: I. Lloyd (3/4) 53', 61', 69' | レポート | T: ストックマン 10' c ファン・デル・メルヴァ (2) 29' c, 42' c G: ラッセル (3/3) 11', 30', 43' PG: ラッセル (2/2) 6', 22' | ミレニアム・スタジアム, カーディフ 観客数: 74,500人 レフリー: ベン・オキーフ (ニュージーランド) |

- スコットランドは、ドッディ・ウィアーカップを防衛した[7]。
- スコットランドが、ウェールズのホームであるカーディフで勝利するのは、2002年4月6日以来22年ぶり[8]。

### Round 2
| 2024年2月10日 14:15 GMT (UTC) | (1 BP) スコットランド                                               | 16–20    | フランス                                                                                  | マレーフィールド・スタジアム, エディンバラ 観客数: 67,144人 レフリー: ニック・ベリー (オーストラリア) |
| 2024年2月10日 14:15 GMT (UTC) | T: White 7' c G: ラッセル (1/1) 8' PG: ラッセル (3/3) 21', 29', 57' | レポート | T: フィクー 30' c ビエル＝ビアレ 69' c G: ラモス (2/2) 32', 71' PG: ラモス (2/2) 11', 76' | マレーフィールド・スタジアム, エディンバラ 観客数: 67,144人 レフリー: ニック・ベリー (オーストラリア) |

- フランスは、スコットランドに対して初めて3連勝し、オールドアライアンストロフィーを防衛した[9]。
- フランスのダミアン・プノーは、テストマッチ50キャップを獲得した[10]。

| 2024年2月10日 16:45 GMT (UTC) | イングランド                                               | 16–14    | ウェールズ (1 BP)                          | トゥイッケナム・スタジアム, ロンドン 観客数: 81,596人 レフリー: ジェームズ・ドルメン (ニュージーランド) |
| 2024年2月10日 16:45 GMT (UTC) | T: アール 19' m Dingwall 62' m PG: フォード (2/2) 47', 71' | レポート | T: PT 16' Mann 37' c G: I. Lloyd (1/1) 38' | トゥイッケナム・スタジアム, ロンドン 観客数: 81,596人 レフリー: ジェームズ・ドルメン (ニュージーランド) |

- イングランドイングランドにとって過去最大の逆転勝利タイ記録（2002年6月22日アルゼンチン戦と同じ9点差）である。

| 2024年2月11日 15:00 WET (UTC+0) | アイルランド | 36-0     | イタリア | アビバ・スタジアム, ダブリン 観客数: 51,700人 レフリー: ピエール・ブルセ (フランス) |
| 2024年2月11日 15:00 WET (UTC+0) | T: クロウリー 7' m シーハン (2) 23' c, 49' m コナン 36' c ロウ 61' m Nash 77' c G: クロウリー (2/5) 24', 38' Byrne (1/1) 78' | レポート |          | アビバ・スタジアム, ダブリン 観客数: 51,700人 レフリー: ピエール・ブルセ (フランス) |

- アイルランドの無失点は、1987年ファイブ・ネイションズでのイングランド戦での17-0以来であり、シックス・ネイションズでは初めて[11]。
- イタリアがシックス・ネイションズで無得点となるのは、初めて[12]。

### Round 3
| 2024年2月24日 14:15 WET (UTC+0) | (1 BP) アイルランド | 31–7     | ウェールズ | アビバ・スタジアム, ダブリン 観客数: 51,700人 レフリー: アンドレア・ピアディ (イタリア) |
| 2024年2月24日 14:15 WET (UTC+0) | T: シーハン 20' c ロウ 31' c Frawley 66' c バーン 80' c G: クロウリー (4/4) 21', 32', 67', 80' PG: クロウリー (1/1) 6' | レポート | T: PT 42'  | アビバ・スタジアム, ダブリン 観客数: 51,700人 レフリー: アンドレア・ピアディ (イタリア) |

- アイルランドは、シックス・ネイションズ11連勝となり、2015年から2017年にかけてイングランドが記録した記録に並んだ[13]。
- レフリーのアンドレア・ピアディは、シックス・ネイションズ・チャンピオンシップで審判を務めた初めてのイタリア人となった[14]。

| 2024年2月24日 16:45 GMT (UTC) | スコットランド | 30–21    | イングランド                                                                                              | マレーフィールド・スタジアム, エディンバラ 観客数: 67,144人 レフリー: アンドリュー・ブライス (アイルランド) |
| 2024年2月24日 16:45 GMT (UTC) | T: ファン・デル・メルヴァ (3) 19' c, 29' c, 44' c G: ラッセル (3/3) 20', 30', 46' PG: ラッセル (3/3) 34', 56', 65' | レポート | T: Furbank 4' c Feyi-Waboso 66' m G: フォード (1/1) 6' PG: フォード (2/2) 14', 49' DG: フォード (1/1) 35' | マレーフィールド・スタジアム, エディンバラ 観客数: 67,144人 レフリー: アンドリュー・ブライス (アイルランド) |

- スコットランドは、カルカッタカップを防衛した[15]。
- スコットランドは、イングランドに対して4連勝を記録し、1896年と1972年の連勝記録に並んだ[16]。
- スコットランドのドゥーハン・ファン・デル・メルヴァは、イングランドに対して初めてハットトリック（3トライ）を達成したスコットランド人選手となった[15]。

| 2024年2月25日 16:00 CET (UTC+1) | フランス                                                        | 13–13    | イタリア                                                                                    | スタッド・ピエール＝モーロワ, ヴィルヌーヴ＝ダスク 観客数: 50,000人 レフリー: クリストフ・リドレー (イングランド) |
| 2024年2月25日 16:00 CET (UTC+1) | T: オリヴォン 6' c G: ラモス (1/1) 7' PG: ラモス (2/2) 13', 44' | レポート | T: カプオッツォ 69' c G: ガルビシ (1/1) 70' PG: パジュ＝レロ (1/1) 40+3' ガルビシ (1/2) 60' | スタッド・ピエール＝モーロワ, ヴィルヌーヴ＝ダスク 観客数: 50,000人 レフリー: クリストフ・リドレー (イングランド) |

- フランスとイタリアとの49回のテストマッチで、初めての引き分けとなった[17]。

### Round 4
| 2024年3月9日 15:15 CET (UTC+1) | イタリア | 31–29    | スコットランド (2 BP) | スタディオ・オリンピコ, ローマ 観客数: 69,800人 レフリー: アンガス・ガードナー (オーストラリア) |
| 2024年3月9日 15:15 CET (UTC+1) | T: ブレックス 15' c Lynagh 44' m バーニー 58' c G: Pガルビシ (2/3) 16', 59' PG: Pガルビシ (3/3) 2', 35', 73' パジュ＝レロ (1/1) 39' | レポート | T: Zファーガソン 6' c ステイン 12' c ストックマン 28' m スキナー 78' c G: ラッセル (3/4) 8', 13', 78' PG: ラッセル (1/1) 25' | スタディオ・オリンピコ, ローマ 観客数: 69,800人 レフリー: アンガス・ガードナー (オーストラリア) |

- イタリアは、2015年のアウェーでの勝利以来9年ぶりにスコットランドに勝利し、初めてクッティッタ・カップを獲得した[7]。
- イタリアがシックス・ネイションズのホームゲームで勝利するのは、2013年以来、11年ぶり[18]。

| 2024年3月9日 16:45 GMT (UTC) | イングランド | 23–22    | アイルランド (1 BP)                                               | トゥイッケナム・スタジアム, ロンドン 観客数: 81,686人 レフリー: ニカ・アマシュケリ (ジョージア) |
| 2024年3月9日 16:45 GMT (UTC) | T: ローレンス 4' m Furbank 48' m アール 60' c G: M. Smith (1/1) 61' PG: フォード (1/2) 17' DG: Mスミス (1/1) 80+1' | レポート | T: ロウ (2) 44' m, 73' m PG: クロウリー (4/4) 3', 20', 35', 40+1' | トゥイッケナム・スタジアム, ロンドン 観客数: 81,686人 レフリー: ニカ・アマシュケリ (ジョージア) |

- イングランドがミレニアム・トロフィーを奪還したのは、2020年以来[19]。
- イングランドのダニー・ケアは、テストマッチ100キャップを達成。イングランド選手では6人目（Jason Leonard、ベン・ヤングス、オーウェン・ファレル、ダン・コール、コートニー・ローズに続く）[20]。

| 2024年3月10日 15:00 GMT (UTC) | ウェールズ                                                                                                 | 24–45  | フランス (1 BP) | ミレニアム・スタジアム, カーディフ 観客数: 71,242人 レフリー: ルーク・ピアース (イングランド) |
| 2024年3月10日 15:00 GMT (UTC) | T: ダイアー 8' c ウィリアムズ 24' c Roberts 42' c G: コステロウ (3/3) 9', 25', 44' PG: コステロウ (1/1) 1' | Report | T: フィクー 21' c Le Garrec 28' c Colombe 64' c Rタオフィフェヌア 68' c ルク 80' m G: ラモス (4/5) 22', 29', 65', 69' PG: ラモス (4/4) 6', 14', 60', 73' | ミレニアム・スタジアム, カーディフ 観客数: 71,242人 レフリー: ルーク・ピアース (イングランド) |

### Round 5
| 2024年3月16日 14:15 GMT (UTC) | (1 BP) ウェールズ                                                                                     | 21–24  | イタリア | ミレニアム・スタジアム, カーディフ 観客数: 72,121人 レフリー: マシュー・ライナル (フランス) |
| 2024年3月16日 14:15 GMT (UTC) | T: ディー 64' c ローランド 79' c グレイディ 80+2' c G: コステロウ (1/1) 65' I. Lloyd (2/2) 80', 80+3' | Report | T: イオアネ 20' m パーニ 46' c G: Pガルビシ (1/2) 47' PG: Pガルビシ (3/3) 6', 13', 71' パジュ＝レロ (1/1) 74' | ミレニアム・スタジアム, カーディフ 観客数: 72,121人 レフリー: マシュー・ライナル (フランス) |

- ウェールズが、5試合すべて負けてウドゥン・スプーンを受賞するのは、2003年以来21年ぶり[21]。
- イタリアは、勝ち点が11ポイントとなり、シックス・ネイションズでの過去最高成績となった[22]。

| 2024年3月16日 16:45 WET (UTC+0) | アイルランド                                                                           | 17–13    | スコットランド (1 BP)                                              | アビバ・スタジアム, ダブリン 観客数: 51,700人 レフリー: マシュー・カーリー (イングランド) |
| 2024年3月16日 16:45 WET (UTC+0) | T: シーハン 13' c ポーター 64' c G: クロウリー (2/2) 14', 65' PG: クロウリー (1/1) 42' | レポート | T: ジョーンズ 78' G: ラッセル (1/1) 78' PG: ラッセル (2/2) 7', 17' | アビバ・スタジアム, ダブリン 観客数: 51,700人 レフリー: マシュー・カーリー (イングランド) |

- アイルランドがシックス・ネイションズ・チャンピオンシップを連覇するのは、2014年・2015年の連覇以来[23]。
- アイルランドのタイグ・バーンは、テストマッチ50試合出場を果たした[24]。

| 2024年3月16日 21:00 CET (UTC+1) | フランス | 33–31    | イングランド (2 BP) | パルク・オリンピック・リヨン, デシーヌ＝シャルピュー 観客数: 60,000人 レフリー: アンガス・ガードナー (オーストラリア) |
| 2024年3月16日 21:00 CET (UTC+1) | T: Le Garrec 20' c Barré 56' c フィクー 60' c G: ラモス (3/3) 21', 57', 61' PG: ラモス (4/5) 17', 31', 35', 79' | レポート | T: ローレンス (2) 40+1' c, 42' c Mスミス 45' c Freeman 75' c G: フォード (4/4) 40+2', 43', 47', 76' PG: フォード (1/1) 11' | パルク・オリンピック・リヨン, デシーヌ＝シャルピュー 観客数: 60,000人 レフリー: アンガス・ガードナー (オーストラリア) |

## 選手の成績
| 順位 | 選手名                             | チーム         | 得点 |
| ---- | ---------------------------------- | -------------- | ---- |
| 1    | トマ・ラモス                       | フランス       | 63   |
| 2    | フィン・ラッセル                   | スコットランド | 55   |
| 3    | ジャック・クロウリー               | アイルランド   | 52   |
| 4    | ジョージ・フォード                 | イングランド   | 48   |
| 5    | パオロ・ガルビシ                   | イタリア       | 31   |
| 6    | ダン・シーハン                     | アイルランド   | 25   |
| 6    | ドゥーハン・ファン・デル・メルヴァ | スコットランド | 25   |
| 8    | ジェームズ・ロウ                   | アイルランド   | 20   |
| 9    | ガエル・フィクー                   | フランス       | 15   |
| 9    | オーリー・ローレンス               | イングランド   | 15   |

| 順位 | 選手名                             | チーム         | トライ数 |
| ---- | ---------------------------------- | -------------- | -------- |
| 1    | ダン・シーハン                     | アイルランド   | 5        |
| 1    | ドゥーハン・ファン・デル・メルヴァ | スコットランド | 5        |
| 3    | ジェームズ・ロウ                   | アイルランド   | 4        |
| 4    | ガエル・フィクー                   | フランス       | 3        |
| 4    | オーリー・ローレンス               | イングランド   | 3        |
| 6    | 9選手                              | 9選手          | 2        |

## 受賞

### プレイヤー・オブ・ザ・マッチ
| 回数 | 選手名                             | チーム         | 試合                                |
| ---- | ---------------------------------- | -------------- | ----------------------------------- |
| 2    | ベン・アール                       | イングランド   | Round2 イングランド対ウェールズ     |
| 2    | ベン・アール                       | イングランド   | Round4 イングランド対アイルランド   |
| 2    | フアン・イグナシオ・ブレックス     | イタリア       | Round4 イタリア対スコットランド     |
| 2    | フアン・イグナシオ・ブレックス     | イタリア       | Round5 ウェールズ対イタリア         |
| 1    | イーサン・ルーツ                   | イングランド   | Round1 イタリア対イングランド       |
| 1    | レオ・バレ                         | フランス       | Round5 フランス対イングランド       |
| 1    | ガエル・フィクー                   | フランス       | Round2 スコットランド対フランス     |
| 1    | ノラーン・ル・ガレック             | フランス       | Round4 ウェールズ対フランス         |
| 1    | バンディー・アキ                   | アイルランド   | Round3 アイルランド対ウェールズ     |
| 1    | ジャミソン・ギブソン＝パーク       | アイルランド   | Round5 アイルランド対スコットランド |
| 1    | ジェームズ・ロウ                   | アイルランド   | Round2 アイルランド対イタリア       |
| 1    | ジョー・マッカーシー               | アイルランド   | Round1 フランス対アイルランド       |
| 1    | トンマーゾ・メノンチェッロ         | イタリア       | Round3 フランス対イタリア           |
| 1    | ドゥーハン・ファン・デル・メルヴァ | スコットランド | Round3 スコットランド対イングランド |
| 1    | アーロン・ウェインライト           | ウェールズ     | Round1 ウェールズ対スコットランド   |

### 最優秀選手賞
2024年3月19日に4選手がノミネートされ、ファン投票により4月5日に最優秀選手が発表された。イタリアのトンマーゾ・メノンチェッロは、史上最年少（21歳）での受賞。
| ノミネート                         | ノミネート | ノミネート     | 受賞                       |
| 選手名                             | ポジション | チーム         | 受賞                       |
| ---------------------------------- | ---------- | -------------- | -------------------------- |
| ベン・アール                       | No.8       | イングランド   | トンマーゾ・メノンチェッロ |
| バンディー・アキ                   | センター   | アイルランド   | トンマーゾ・メノンチェッロ |
| トンマーゾ・メノンチェッロ         | センター   | イタリア       | トンマーゾ・メノンチェッロ |
| ドゥーハン・ファン・デル・メルヴァ | ウィング   | スコットランド | トンマーゾ・メノンチェッロ |

### 最優秀トライ賞
2024年3月22日に4選手がノミネートされ、ファン投票により4月3日に最優秀トライ賞が発表された。
| ノミネート                         | ノミネート     | ノミネート       | 受賞               |
| 選手名                             | チーム         | 対戦相手         | 受賞               |
| ---------------------------------- | -------------- | ---------------- | ------------------ |
| ノーラン・ル・ガレック             | フランス       | vs. イングランド | ロレンツォ・パーニ |
| カルヴィン・ナッシュ               | アイルランド   | vs. イタリア     | ロレンツォ・パーニ |
| ロレンツォ・パーニ                 | イタリア       | vs. ウェールズ   | ロレンツォ・パーニ |
| ドゥーハン・ファン・デル・メルヴァ | スコットランド | vs. イングランド | ロレンツォ・パーニ |

### チーム・オブ・ザ・チャンピオンシップ
2024年4月5日、ファン投票によりベスト・フィフティーンが決定・発表された。
| 背番号 | 受賞者                 | 国           |
| ------ | ---------------------- | ------------ |
| 1      | アンドリュー・ポーター | アイルランド |
| 2      | ダン・シーハン         | アイルランド |
| 3      | ウイニ・アトニオ       | フランス     |
| 4      | タイグ・バーン         | アイルランド |
| 5      | ジョー・マッカーシー   | アイルランド |
| 6      | ケーラン・ドリス       | アイルランド |
| 7      | ミケーレ・ラマロ       | イタリア     |
| 8      | ベン・アール           | イングランド |

| 背番号 | 受賞者                             | 国             |
| ------ | ---------------------------------- | -------------- |
| 9      | ジャミソン・ギブソン＝パーク       | アイルランド   |
| 10     | フィン・ラッセル                   | スコットランド |
| 11     | ジェームズ・ロウ                   | アイルランド   |
| 12     | トンマーゾ・メノンチェッロ         | イタリア       |
| 13     | バンディー・アキ                   | アイルランド   |
| 14     | ドゥーハン・ファン・デル・メルヴァ | スコットランド |
| 15     | トマ・ラモス                       | フランス       |